# أنطوان فور
أنطوان فور (بالفرنسية: Antoine Fauré)‏ مواليد 24 ديسمبر 1883 في ليون - الوفاة 9 سبتمبر 1954 في ديجون، كان دراج فرنسي في صنف سباق الدراجات على الطريق.

## سجل النتائج

### سباقات أو مراحل فاز بها
- طواف فرنسا

## روابط خارجية
- أنطوان فور على موقع أرشيف الدراجات (الإنجليزية)
- أنطوان فور على موقع إحصائيات الدراجات الإحترافية (الإنجليزية)